# Денисов, Юрий Степанович
Юрий Степанович Денисов (30 ноября 1936, Москва) — советский и российский инженер-ученый, а также советский футболист.
Лауреат Государственной премии СССР (1984), Ветеран труда СССР, специалист в области управления движением и навигации космических аппаратов и орбитальных станций.

## Биография
Родился в Москве 30 ноября 1936 года. Отец — Степан Петрович Денисов, родом из крестьянской семьи, член КПСС. В 1939 и 1940 годах участвовал в советско-финской войне, имел должность политрука в артиллерийском дивизионе № 21. Мать — Лидия Ивановна Денисова (Эглит), латышских и немецких кровей.
Принимал непосредственное участие в работах по созданию пилотируемых кораблей Союз и Союз-М; подготовке к пуску и последующей эксплуатации грузового корабля Прогресс; международном проекте Союз-Аполлон; проекте полета корабля Союз-22 с многоспектральным фотоаппаратом МКФ-6; в проекте ФГБ Заря (первого модуля МКС); проекте универсальной космической платформы; в проекте запуска спутников связи Сигнал и Ямал.
В юношеском возрасте Юрий Степанович Денисов выступал за молодёжную команду футбольного клуба Спартак (Москва), молодёжную Сборную Москвы, Футбольную школу молодежи (ФШМ) на позиции левого нападающего под номером 11.

## Футбольная карьера
В 1951 г. пришел в юношескую команду футбольного клуба Спартак (Москва).
Играл на левом краю нападения под номером 11 на протяжении 4 лет под руководством главного тренера Константина Матвеевича Рязанцева, и второго тренера, Виктора Александровича Маслова, заслуженного тренера СССР и одного из лучших тренеров прошедшего 50-летия по версии журнала World Soccer.
В 1954 г. выступал во всесоюзных юношеских соревнованиях (ныне Первенство страны) за сборную команду Москвы под руководством советского тренера Константина Матвеевича Рязанцева. Соревнования проходили среди команд: сборная Москвы, Грузия, РСФСР, Украина, Армения, Литва.
В решающем матче за первое место Сборная Москвы играла против команды Грузии, в составе которой играл выдающийся нападающий и Заслуженный мастер спорта СССР — Михаил Месхи, так же под номером 11.
Репортаж вел основоположник советской школы спортивного радиорепортажа, Вадим Синявский. Итоговый счет 0:0, что позволило команде Сборной Москвы одержать победу во всесоюзных юношеских соревнованиях.
Так же в 1954 г., в составе Спартака, участвовал в Первенстве Москвы против команды Торпедо (Москва), в составе которой играл один из лучших футболистов советского футбола, Эдуард Стрельцов. Итог встречи — 4:1 в пользу команды Спартак. В итоге, в этом же году командой Спартак было выиграно Первенство Москвы.
В 1954 г. на базе сборной Москвы было принято решение создать городскую футбольную школу молодежи ФШМ. В состав команды вошел и Юрий Денисов. Старшим тренером команды был назначен уже знакомый Виктор Александрович Маслов, который и пригласил Юрия Денисова в команду ФШМ, так как работал с ним ранее в командах Спартак (Москва) и сборная Москвы.
В 1955 г. Получил травму колена, после восстановления переходит в команду мастеров класса Б — Зенит (Калининград), с которой участвует в Первенстве СССР вместе со своим другом, защитником, Владимиром Мещеряковым.

## Достижения
- Чемпион Кубка Москвы по футболу среди юношеских команд (1952)
- Чемпион Первенства Москвы среди юношеских команд (1954)
- Чемпион СССР в составе Сборной Москвы среди юношеских команд (1954)